# Olaus Arvesen

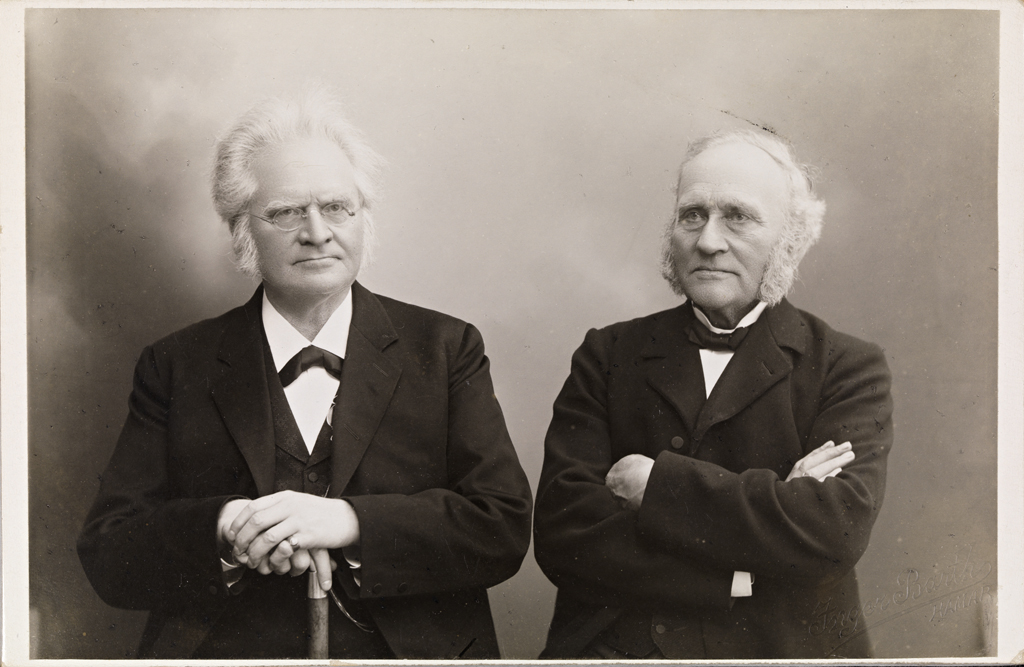
Olaus Arvesen tillsammans med Bjørnstjerne Bjørnson

Olaus (Ole) Arvesen, född 26 september 1830 i Onsøy, död 1 juli 1917 i Hamar, var en norsk skolman och journalist.
Arvesen genomgick folkskoleseminarium, avlade studentexamen 1855 och blev teol. kand. 1862. Under en vistelse i Danmark blev han starkt påverkad av Grundtvig. Han blev en av grundtvigianismens ivrigaste förkämpar i Norge. 1864 öppnade Arvesen tillsammans med Herman Anker den första grundtvigska folkhögskolan i Norge Sagatun Folkehøyskole nära Hamar, vilken han förestod till 1892. Politiskt tillhörde Arvesen vänstern och verkade för dess sak såsom redaktör för olika tidningar och 1892-94 som stortingsman. Han var en av förgrundsfigurerna vid folkmötena på 1880- och 90-talen. Arvesen har i Oplevelser og erindringer (1912) gett en livfull och intressant skildring av sin ungdom.